# James P. Latta

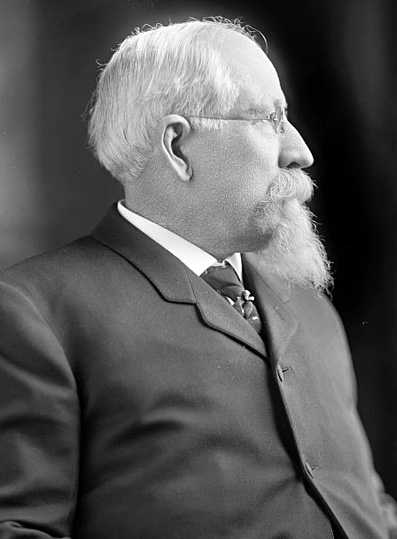
James P. Latta

James Polk Latta (* 31. Oktober 1844 bei Ashland, Ohio; † 11. September 1911 in Rochester, Minnesota) war ein US-amerikanischer Politiker. Zwischen 1909 und 1911 vertrat er den dritten Wahlbezirk des Bundesstaates Nebraska im US-Repräsentantenhaus.

## Werdegang
Im Jahr 1846 zog James Latta mit seinen Eltern in das Jackson County in Iowa. Dort besuchte er die öffentlichen Schulen. Außerdem arbeitete er in der Landwirtschaft. 1863 zog er in das Nebraska-Territorium, wo er in Tekamah Lehrer wurde. Außerdem befasste er sich weiterhin mit der Landwirtschaft und hier vor allem mit der Viehzucht. Ab 1887 war er auch im Bankgeschäft. Im Jahr 1890 war er Gründer der First National Bank of Tekamah, deren Präsident er bis zu seinem Tod bleiben sollte. Politisch wurde Latta Mitglied der Demokratischen Partei. Im Jahr 1887 wurde er in das Repräsentantenhaus von Nebraska und 1907 in den Staatssenat gewählt.
1908 wurde Latta im dritten Distrikt von Nebraska in das US-Repräsentantenhaus gewählt, wo er am 4. März 1909 den Republikaner John Frank Boyd ablöste. Bei den Wahlen des Jahres 1910 wurde er von den Wählern bestätigt. Seine zweite Amtszeit im Kongress wäre noch bis zum 3. März 1913 gelaufen. Latta starb aber bereits im September 1911. Nach der fälligen Nachwahl ging sein Sitz im Repräsentantenhaus an Dan V. Stephens.